# BEST OF MUCC II
『BEST OF MUCC II』（ベスト・オブ・ムック・トゥー）は、日本のバンド、MUCCのベスト・アルバム。2017年3月29日発売。発売元はソニー・ミュージックアソシエイテッドレコーズ。
『カップリング・ベスト II』との同日発売。『カップリング・ベスト II』『REMIX OF MUCC』とセットになった『BEST OF MUCC II & カップリング・ベスト II』も同日発売予定である。

## 収録曲

### DISC-1
1. ファズ
18thシングル。
2. 梟の揺り篭
8thアルバム『志恩』収録曲。
3. アゲハ
19thシングル。
4. 空と糸
20thシングル。
5. 咆哮
9thアルバム『球体』収録曲。
6. フリージア
21stシングル。
7. ジオラマ -20th 飛翔 Ver.-
22ndシングル。
8. 約束 -Original Lyric Ver.-
10thアルバム『カルマ』収録曲。23rdシングルのアルバムヴァージョン。
9. フォーリングダウン
24thシングル。
10. 暁 -20th 飛翔 New Take Ver.-
25thシングル。
11. アルカディア featuring DAISHI DANCE
26thシングル。
12. ニルヴァーナ
27thシングル。

### DISC-2
1. 風と太陽
ライブDVD『-MUCC 15th Anniversary Year Live-「MUCC vs ムック vs MUCC」不完全盤「死生」』付属CD収録曲。
2. ブレア・ラビット
ライブDVD『-MUCC 15th Anniversary Year Live-「MUCC vs ムック vs MUCC」不完全盤「密室」』付属CD収録曲。
3. ステラ
ライブDVD『-MUCC 15th Anniversary Year Live-「MUCC vs ムック vs MUCC」不完全盤「鼓動」』付属CD収録曲。
4. MOTHER
28thシングル。
5. Mr. Liar
11thアルバム『シャングリラ』収録曲。
6. G.G.
11thアルバム『シャングリラ』収録曲。
7. HALO
29thシングル。
8. World's End
30thシングル。
9. ENDER ENDER
31stシングル。
10. 睡蓮
3rdミニアルバム『T.R.E.N.D.Y. -Paradise from 1997-』収録曲。
11. TONIGHT
3rdミニアルバム『T.R.E.N.D.Y. -Paradise from 1997-』収録曲。

### BEST OF MUCC II & カップリング・ベスト II
DISC-1『BEST OF MUCC II』DISC-1と同様

DISC-2『BEST OF MUCC II』DISC-2と同様

DISC-3『カップリング・ベスト II』と同様

DISC-4『REMIX OF MUCC』
1. ファズ -electro cruisin' mix-
18thシングル「ファズ」に収録。
2. フリージア -Electro Mix 2017-
23rdシングル「約束」の初回生産限定盤収録曲の新しいバージョン。
3. 約束 -Warehouse Flavoured Mix-
24thシングル「フォーリングダウン」の初回限定盤に収録。
4. 最終列車 -Warehouse Flavored Ver.-
27thシングル「ニルヴァーナ」の初回生産限定盤に収録。
5. ニルヴァーナ -Moonbug Remix-
27thシングル「ニルヴァーナ」の通常盤、期間生産限定盤に収録。
6. 狂乱狂唱 RMX for 不安の種
29thシングル「HALO」の初回生産限定盤に収録。
7. MOTHER -RYUKYUDISKO REMIX-
29thシングル「HALO」の通常盤に収録。
8. Mr. Liar -JaQwa Remix-
30thシングル「World's End」の通常盤に収録。
9. HALO -HIGH FLUX Remix-
30thシングル「World's End」の期間限定生産盤に収録。
10. Libra -TeddyLoid Remix-
11. ハイデ -TeddyLoid Remix-
35thシングル「CLASSIC」に収録。

## カバー
風と太陽
- cali≠gari - 2017年11月22日発売の『TRIBUTE OF MUCC -縁[en]-』に収録。